# Fardhems distrikt
Fardhems distrikt är ett distrikt i Gotlands kommun och Gotlands län. 
Distriktet ligger på södra delen av Gotland.

## Tidigare administrativ tillhörighet
Distriktet inrättades 2016 och utgörs av socknen Fardhem.
Området motsvarar den omfattning Fardhems församling hade vid årsskiftet 1999/2000.